# Museo Etnográfico y Colonial Juan de Garay
El Museo Etnográfico y Colonial Juan de Garay  es un museo etnográfico y arqueológico situado en la ciudad de Santa Fe, Argentina. Se encuentra situado en la Plaza de las Tres Culturas a la altura de la calle 25 de Mayo, junto al Convento de San Francisco y el Museo Histórico Provincial Brig. Gral. Estanislao López, en el sur de la ciudad. Este edificio es administrado por el Departamento de Estudios Etnográficos y Coloniales, cuya dirección e inspiración estuvo asentada en el doctor Agustín Zapata Gollan, una de las principales personalidades de la cultura santafesina del siglo XX.
La institución pone énfasis en la investigación y conservación del material arqueológico y etnográfico del periodo hispano-indígena, el ordenamiento colonial y los pueblos originarios. Se encuentra en exhibición parte del material de las ruinas de Santa Fe la Vieja y de otros lugares y yacimientos de la provincia, junto a otras colecciones donadas. Cuenta, además, con una Sala de Conferencias y con la Biblioteca especializada Dr. Agustín Zapata Gollán.

## Historia
El 23 de julio de 1940, mediante la ley provincial n.° 2902, se creó el Departamento de Estudios Etnográficos y Coloniales, dirigido por el doctor Agustín Zapata Gollan, desde entonces hasta su fallecimiento el 11 de octubre de 1986, dando impulso a estudios relativos a las culturas de los originarios del territorio y la historia del período hispánico. Al año siguiente, el 8 de marzo de 1941, se creó el Museo Etnográfico y Colonial al cual, diez años más tarde, se le dio el nombre del explorador español Juan de Garay, fundador de la ciudad de Santa Fe en 1573 en su antigua ubicación. Todo esto servía al poder exhibir y difundir los resultados de sus estudios.
El inicio de las excavaciones de Zapata Gollan en las ruinas de la antigua ubicación de Santa Fe, conocido como Santa Fe La Vieja, en 1949, culminó en la creación del Parque Arqueológico Santa Fe La Vieja, declarado Monumento Histórico Nacional en el año 1957. Desde entonces, ambas instituciones son administradas por el Departamento de Estudios Etnográficos y Coloniales, buscando lograr objetivos comunes.
Al fallecimiento de Zapata Gollan en 1986, toma las riendas de la dirección provisoria el doctor Francisco Magín Ferrer, teniendo la difícil tarea de sostener todo lo alcanzado por su colega. Ferrer era uno de los miembros fundadores del Centro de Estudios Hispanoamericanos, una asociación directamente relacionada con el estudio del conocimiento del pasado americano y español. Aunque no fue una tarea de su gusto, se sintió aliviado cuando, un año después, fue designado Director del Departamento de Estudios Etnográficos y Coloniales el arquitecto Luis María Calvo, quien sigue rigiendo hasta la actualidad.

## Edificio
En los primeros años del funcionamiento del museo, este funcionó en la Casa de los Díez de Andino (junto con el Museo Histórico Provincial) y en otros locales, hasta que, el 15 de noviembre de 1950 el gobernador Juan Hugo Caesar inauguró oficialmente el inicio de las obras colocando en sus cimientos ladrillos procedentes de las ruinas de la iglesia de Santa Fe la Vieja. Carlos Galli, de la Dirección Provincial de Arquitectura, fue el encargado del proyecto. Todo esto fue a causa de las excavaciones llevadas a cabo por Zapata Gollan.
Por su estilo y características, el edificio fue construido siguiendo un estilo neocolonial, quedando así en sintonía con la iglesia y el convento de San Francisco y con la casa de Díez de Andino en la zona del Parque del Sur, formando uno de las zonas más importantes de Santa Fe. Dentro del mismo, se encuentran tres áreas bien diferenciadas por sus diferentes objetivos. La Sala de Exhibición constituye el núcleo principal abierto al público, exponiendo los descubrimientos hechos. Las otras son la Sala de Conferencias y la Biblioteca especializada Dr. Agustín Zapata Gollán, en honor a su máximo exponente.

## Colección
El material expuesto en el museo es, en su mayoría, material arqueológico, tratándose así de objetos encontrados en diversos sitios arqueológicos de nuestra provincia pertenecientes a los grupos aborígenes que habitaron esta zona, y de otros objetos hallados en las excavaciones de Santa Fe la Vieja. Respecto a los primeros, se presentan piezas arqueológicas de sociedades cazadoras, recolectoras, pescadoras y horticultoras que habitaron la llanura aluvial del río Paraná y la planicie pampeana desde hace 2000 años hasta la llegada de los españoles. Mientras, el período colonial está representado por testimonios materiales que documentan múltiples aspectos de la vida a finales del siglo XVI y la primera mitad del XVII.
Otro sector, el de la etnografía, presenta testimonios materiales y escritos de las poblaciones indígenas actuales, las del grupo Guaycurú (tobas y mocovíes) desde el siglo XVI hasta el siglo XXI, también contando con cierta presencia wichí y guaraní.
Entre las piezas de mayor valor cultural expuestas en el museo se encuentra cerámica indígena de los grupos ribereños plásticos, teniendo, entre ella, una figura zomorfa de yaguareté; el testamento de Doña Jerónima de Contreras, hija legítima de Juan de Garay y esposa de Hernandarias, del Fondo Documental del Departamento de Estudios Etnográficos y Coloniales, y un tinajón con marca incisa y filtro de agua del período colonial.

## Asociaciones de apoyo
Tanto el museo como el parque arqueológico cuentan con el apoyo de tres organizaciones, todas fundadas por Zapata Gollán, que, con diferentes objetivos, buscan sostener y aumentar el conocimiento de la cultura santafesina.
- La Asociación Amigos de Santa Fe la Vieja tiene como finalidad el propender, por los medios que juzgue pertinente, a un mayor conocimiento y divulgación de las ruinas de Santa Fe la Vieja y de los elementos depositados y que se depositen en el Museo Etnográfico y en el Museo existente en las Ruinas. Fue fundada el 5 de julio de 1953 con el nombre de Adictos a Santa Fe la Vieja, cuando un grupo de personalidades santafesinas se reunieron en el atrio de la iglesia de San Francisco. La asociación, que tomaría personería jurídica en el año 1975, apoya financieramente el proyecto del departamento.[7]
- La Asociación Conmemorativa de la Primera Yerra tiene los objetivos de fomentar estudios e investigaciones históricas y folclóricas relacionadas con las actividades agropecuarias de la primitiva Santa Fe. Fue fundada, a instancias de Zapata Gollán, el día 7 de mayo de 1973, principalmente para organizar anualmente los actos conmemorativos de la primera yerra realizada en Santa Fe en 1576 y la Fiesta Provincial de la Doma.[8]
- El Centro de Estudios Hispanoamericanos realiza estudios e investigaciones en todas aquellas disciplinas que se relacionen directamente con el conocimiento del pasado americano y español. Fundado el 19 de marzo de 1981, día en el que Zapata Gollán invitó a la biblioteca del museo a sus más estimados amigos, personas importantes de Santa Fe, con la finalidad de canalizar inquietudes científicas estimuladas por el hallazgo de las ruinas de Santa Fe la Vieja.[9]